# Hans Kaiser (Künstler)

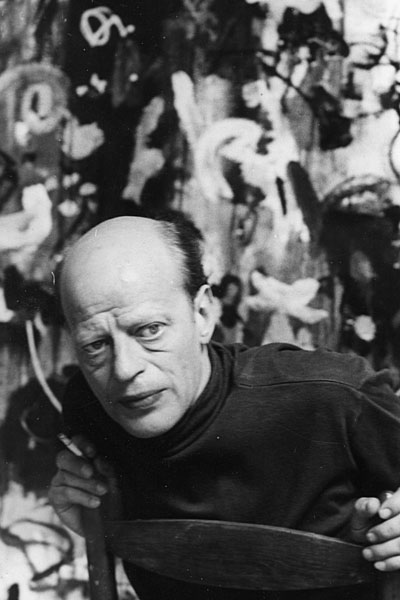
Hans Kaiser

Hans Kaiser (* 29. April 1914 in Bochum; † 2. Oktober 1982 in Soest) war ein deutscher informeller Künstler. Er wurde vor allem durch seine Glaskunst und sein monochromes Spätwerk bekannt. Er schuf Glasfenster für sakrale Bauten, darunter für die National Cathedral in Washington, USA, sowie den Patroklidom in Soest.

## Biografie

### Familie und Herkunft
Hans Kaiser wurde als elftes und jüngstes Kind des Seidenwebermeisters August Kaiser und seiner Frau Friederike in Bochum geboren. Fünf seiner Geschwister starben noch im Kindesalter. Engen Kontakt pflegte Kaiser zu seiner Schwester, der Schauspielerin Hella Kaiser (1900–1994), die am Staatstheater Braunschweig bis 1966 alle großen Rollen des Repertoires spielte.

### Leben und Werk
1929 verließ der damals fünfzehnjährige Kaiser das Elternhaus und begann eine Lehre als Maler. Sein Meister erkannte früh Kaisers künstlerische Fähigkeiten und förderte diese, indem er eine Sonderregelung mit ihm vereinbarte: Kaiser arbeitete drei Wochen lang mit Überstunden und die vierte Woche blieb ihm für seine Malerei. Auf diese Weise erwarb er neben seiner künstlerischen Arbeit den Gesellenbrief.
1936 bezog Kaiser sein erstes Atelier im Bakkes (Backhaus) des „Hof Stockgrewe“ in Bochum-Querenburg auf dem heutigen Gelände der Ruhruniversität. Zu dieser Zeit stellte sich Kaiser, der zu einer Kradschützenkompanie eingezogen werden sollte, vehement gegen das nationalsozialistische Treiben der Zeit und den Wehrdienst. Er lehnte jeglichen Gebrauch der Waffe ab. Dank der Intervention eines Arztes hatte er damit Erfolg und wurde nach längerem Aufenthalt in einem Wehrmachtskrankenhaus als untauglich entlassen.
Kaiser zog für ein Jahr zu seiner Schwester Hella nach Braunschweig. In dieser Zeit entstanden viele Porträts, Aquarelle und Zeichnungen. 1942 verheiratete er sich mit Hilde Wortmann und bezog das Bakkes des Hofes Bielefeld in Eilmsen bei Welver in der Soester Börde. Das Atelier in Bochum blieb bestehen. 1943 wurde die Tochter Barbara geboren. 1944 wurden große Teile von Kaisers Frühwerk bei einem Bombenangriff in Bochum vernichtet.
1946 rief Karl Hovermann den „Hans-Kaiser-Kreis“ ins Leben, dessen Mitglieder hauptsächlich Freunde aus dem westfälischen Raum und dem Ruhrgebiet waren, damit der Künstler Farben und Leinwand kaufen konnte. Kaiser dankte es ihnen mit Gemälden und Zeichnungen. Im selben Jahr beteiligte sich Kaiser an Gruppenausstellungen in Ahlen, Arnsberg und Münster. Die zweite Tochter Anna Hiltrud wurde geboren.
Kaisers erste Einzelausstellungen fanden 1949 in der Städtischen Kunstgalerie in Bochum und im Städtischen Gustav-Lübcke-Museum in Hamm statt. Bei der Eröffnungsfeier dieser Ausstellung boten die Stadtdirektoren von Hamm und Soest Hans Kaiser Atelierräume an, und Kaiser entschied sich schließlich für Soest, u. a. weil er in Hamm in einer ehemaligen Kaserne hätte arbeiten müssen.
Im Jahr 1950 bezog er das Atelier am Westenhellweg in Soest und prägte von diesem Zeitpunkt an bis in die 1970er Jahre hinein zusammen mit engagierten Freunden aus Architektur, Literatur, Kunst und Wirtschaft das kulturelle Leben in Soest mit. Über viele Jahre unterstützte die Politik dieses Engagement aktiv.
Durch die Zeit des Nationalsozialismus war Kaiser, wie viele andere Künstler der Zeit, in seinem Schaffen und seiner künstlerischen Freiheit stark gehemmt worden. Durch Aufenthalte in Paris 1951/1952 wollte er die „Moderne aufholen“.
In den folgenden Jahren verzichtete Kaiser auf Ausstellungen, um seine eigene Bildsprache zu finden. Er nahm Kontakt mit französischen Künstlern wie Alfred Manessier und Georges Mathieu auf, mit denen er auch eine Ausstellung im Kunstpavillon organisierte. Im Jahr 1955 wurde der Sohn Johannes geboren.
Kaiser schloss sich – wie auch Hermann Breucker, Ignatius Geitel und Hans-Jürgen Schlieker – der Bochumer Künstlervereinigung „Hellweg“ an, die 1952 gegründet worden war. 1957/1958 entstand der Werkkomplex der „Losschreibungen“. Schrift und Schreiben nahmen immer mehr Raum in der künstlerischen Arbeit ein. 1959 fand erneut eine Einzelausstellung im Gustav-Lübcke-Museum in Hamm statt. Im selben Jahr erhielt Kaiser den Wilhelm-Morgner-Preis der Stadt Soest und wurde für drei Monate Kunstlehrer für die Unterstufe am Aldegrever-Gymnasium in Soest. Angeregt von dem Hagener Lyriker Ernst Meister, mit dem ihn eine enge Freundschaft verband, und getrieben von seiner „Sehnsucht nach Spanien“ (Werktitel), reiste Kaiser 1960 zum ersten Mal nach Ibiza. Das war der Beginn einer immer wiederkehrenden Begegnung zwischen Kaiser und der Insel. Der erste Teil des Ibizenkischen Tagebuchs entstand sowie zahlreiche Porträts.
Im Jahr 1961 folgte der zweite Aufenthalt auf Ibiza. Dieser war durch eine Begegnung mit dem italienischen Maler Emilio Vedova gekennzeichnet. Auf Vermittlung Kaisers stellte Vedova in Soest aus.
Seit 1962 wandte sich Kaiser neben den Gemälden der Gouache zu. Er arbeitete für einige Wochen in einem Atelier in der Burg Pewsum in Ostfriesland, wo der Zyklus Das Schweißtuch von Pewsum und einige Bilder des Ostfriesischen Tagebuchs entstanden, von denen viele verbrannt bzw. verschollen sind.
1963 zeigte Kaiser sein Ibizenkisches Tagebuch in Troyes, Frankreich. Zudem schuf Kaiser in den folgenden Jahren größere Werke im öffentlichen und sakralen Raum.
Seit 1973 beteiligte sich Kaiser nicht mehr an Gruppenausstellungen, da er den Konkurrenzkampf auf dem Kunstmarkt als Einschränkung seiner künstlerischen Freiheit empfand. Stattdessen wandte er sich immer mehr den monumentalen Arbeiten zu. Er reiste in diesem Jahr nach New York und Washington, um die Washington Cathedral zu besichtigen, für die er den Auftrag für ein dreiteiliges, bleiverglastes Fenster erhalten hatte. In den folgenden drei Jahren reiste Kaiser für mehrere Wochen nach Teheran, da er den Auftrag bekommen hatte, eine Mosaikwand für die Residenz des deutschen Botschafters zu gestalten. Seine letzte Werkphase, die „Imaginären Räume“, begann er 1976.
1978 erwarb Kaiser ein eigenes Atelier auf Ibiza. In dem neuen Arbeitsraum am Cap Martinet entstand 1979 ein zentrales Bild im Spätwerk Kaisers, Die irdene Schale. Im selben Jahr gab es eine retrospektive Ausstellung Kaisers im Wilhelm-Morgner-Haus in Soest. Während der Ausstellung erkrankte der Künstler schwer.
Trotz der fortschreitenden Krankheit reiste Kaiser in den Jahren 1980/1981 mehrfach nach Ibiza, beendete den Entwurf für das zweite Fenster in der Washington Cathedral und bereitete die Retrospektive für das Märkische Museum in Witten vor. Am 2. Oktober 1982 starb er in seinem Atelierhaus in Soest.
Im Jahr 2002, nach dem Tod von Hilde Kaiser, wurde in Soest der Hans-Kaiser-Kreis wiedergegründet.

## Künstlerische Schaffensphasen
Landschaft, Stillleben und Porträts
In den Jahren der Isolation im Nationalsozialismus und den ersten Nachkriegsjahren bis etwa 1950 sind Kaisers wichtigsten Themen die Stillleben, Porträts, Landschaften und insbesondere das Motiv des Clowns. Kaiser wandte eine lockere und flockige Farbgebung an und betonte graphische Elemente, um sich nicht ganz im Zusammenspiel der „hingetupften“ Farben zu verlieren. Vorbilder Kaisers waren zu dieser Zeit Wilhelm Morgner und Lovis Corinth.
„Aufholen der Moderne“
In Paris wurde Kaiser durch kubistische Malerei beeindruckt. Besonders inspiriert wurde er dabei aber von Alfred Manessier. Seine Farbsetzung wurde klarer und flächiger. Diese so genannten „Farbinseln“ gliederte er, indem er schwarze, gerüstartige Zwischenräume schuf. Dadurch entstanden ungegenständliche Bildräume. Man erkennt in diesen Bildern schon die spätere Glaskunst Kaisers.
„Losschreibungen“ und Brandbilder
Im Jahre 1957 erschienen Hans Kaiser seine graphischen Bildaufteilungen als zu eng. Es begann die Phase der so genannten „Losschreibungen“, in der sich Kaiser gegen die Arbeitsweisen seiner Vorbilder stellte und alle vorgefassten Vorstellungen, wie ein wirkungsvolles Bild auszusehen habe, vernichtete. Seine Bilder weisen nun geschriebene Aktionen im Farbraum auf. Durch diese „Losschreibungen“ wurden die Farbtöne, die er verwendete, immer voller und klarer. Die zuvor dunklen, konstruktiven Bildgerüste zersprühen zu stenogrammartigen graphischen Spuren, die selbst farbig werden. Zu dieser Zeit wendete sich Kaiser außerdem der Technik zu, mit Kontrasten zu arbeiten, hinten hell, wodurch räumliche Illusionen vorgetäuscht werden. Diese Metapher des Raumes bzw. des Ortes blieb ein zentrales Motiv Kaisers, das sich durch alle Schaffensphasen des Künstlers zog. Die Orte bezeichnete Kaiser als „Befreiungsorte“, in denen die Losschreibungen geschahen.
Glasmalerei (Sgraffito und Mosaik)
Von 1953 bis 1981 erhielt Kaiser eine Reihe an bildnerischen Aufträgen im Zusammenhang mit Architektur im öffentlichen und sakralen Raum. Man zählt 91 Einzelfenster in 28 Jahren. Darunter fallen beispielsweise die St. Albans Cathedral in Washington und die Glasfenster in der Hauptkrypta von St. Patroklus in Soest, von 1977. Die Besonderheit der Glasfenster von Kaiser liegt in seiner Vorgehensweise. Er begann nicht mit einer Skizze, sondern arbeitete von Anfang an in einem Verhältnis von 1:1. Er schrieb beispielsweise Zitate und Gedanken aus der Beschäftigung mit Bibeltexten weit ausholend auf einen Karton, die anschließend den technischen und bildnerischen Bedingungen angepasst wurden.
Er benutzte teures Glas, um die Leuchtkraft zu erhöhen, und vermied Bleilot.
Inspiration Ibiza
Von 1960 an entstand das „Ibizenkische Tagebuch“, das die ersten Serien der aus der Inspiration Ibizas entstandenen Bilder zusammenfasst: Beispielsweise Weiße Zeile, Am Cap Martinet, stark farbige, „explodierte Landschaften“ (John Anthony Thwaites), aber auch die Serien der Widmungen und In der Altstadt. Sie bestehen aus vielfältigen, grauen und weißen Farbtönen. Teils sind diese verwaschene, teils lasierende oder unregelmäßig aufgetragene Farbschichten. Es lassen sich Zeichen erkennen, die manchmal zu Bündeln oder Zeilen zusammengefasst werden oder mit breiten Pinselschlägen und einem harten Pinselduktus aufgetragen wurden.
Nach dieser „grauen Phase“ kehrte auch bald die reine Farbe zurück. So entstand beispielsweise innerhalb von 5 Jahren, von 1960 bis 1965, das große Bild Ibiza 1960–1961–1965, und was aus mir wurde durch die Auftragung vieler verschiedener Farbschichten. Trotz der scheinbaren Unordnung gibt es eine gewisse Ordnung, die im Auf- und Abschwellen der dichten skripturalen Geflechte, der unterschiedlichen Farbtiefen und des ungegenständlichen Bildraums zu finden ist.
Gouachen
Im Laufe der 1960er und frühen 1970er Jahre wendete sich Kaiser einer Gouachetechnik zu, die teilweise aquarellartig wirkt. Einige leuchtende Farben auf weißer Fläche bestimmen das Bild. Der helle Hintergrund nimmt somit einen Raumcharakter an. Skripturale Zeichen wurden sichtbar reduziert. Mithilfe der übrig gebliebenen Skripturale versuchte Kaiser, Bereiche seiner Begriffswelt und seiner gedanklichen Erkenntnisse in seine Malerei zu integrieren.
„Völlige Farbe“
Um 1978 setzte die letzte Schaffensphase Kaisers ein. Es entstanden riesige Farbflächen, die wiederum durch Modulation räumlich wirken. Bei vielen Werken gibt es am unteren Rand eine Art Vordergrund, der von abgesetzten Partien gebildet wird. Dieser verleiht den Bildern Landschaftscharakter. Diese Landschaften sind nicht in der Umwelt lokalisierbar, sondern ergeben sich allein aus dem Prozess des Malens. 
1979 erkrankte Hans Kaiser schwer. Das Bewusstsein des nahen Todes spiegelt sich auch in seinen Bildern wider. Es entstanden scheinende, helle Öffnungen und es scheint, als würden diese die Umwelt um sich herum verdrängen, und sie lassen einen anderen geheimnisvolleren Raum vermuten. Farbe, Raum und Zeichen bilden hier eine Einheit.

## Nachlass
Der bildnerische Nachlass des Künstlers kam 2002 nach dem Tod der Ehefrau des Künstlers, Hilde Kaiser, an das Gustav-Lübcke-Museum in Hamm, der schriftliche Nachlass ging ans Soester Stadtarchiv.

## Werke im öffentlichen und sakralen Raum (Auswahl)

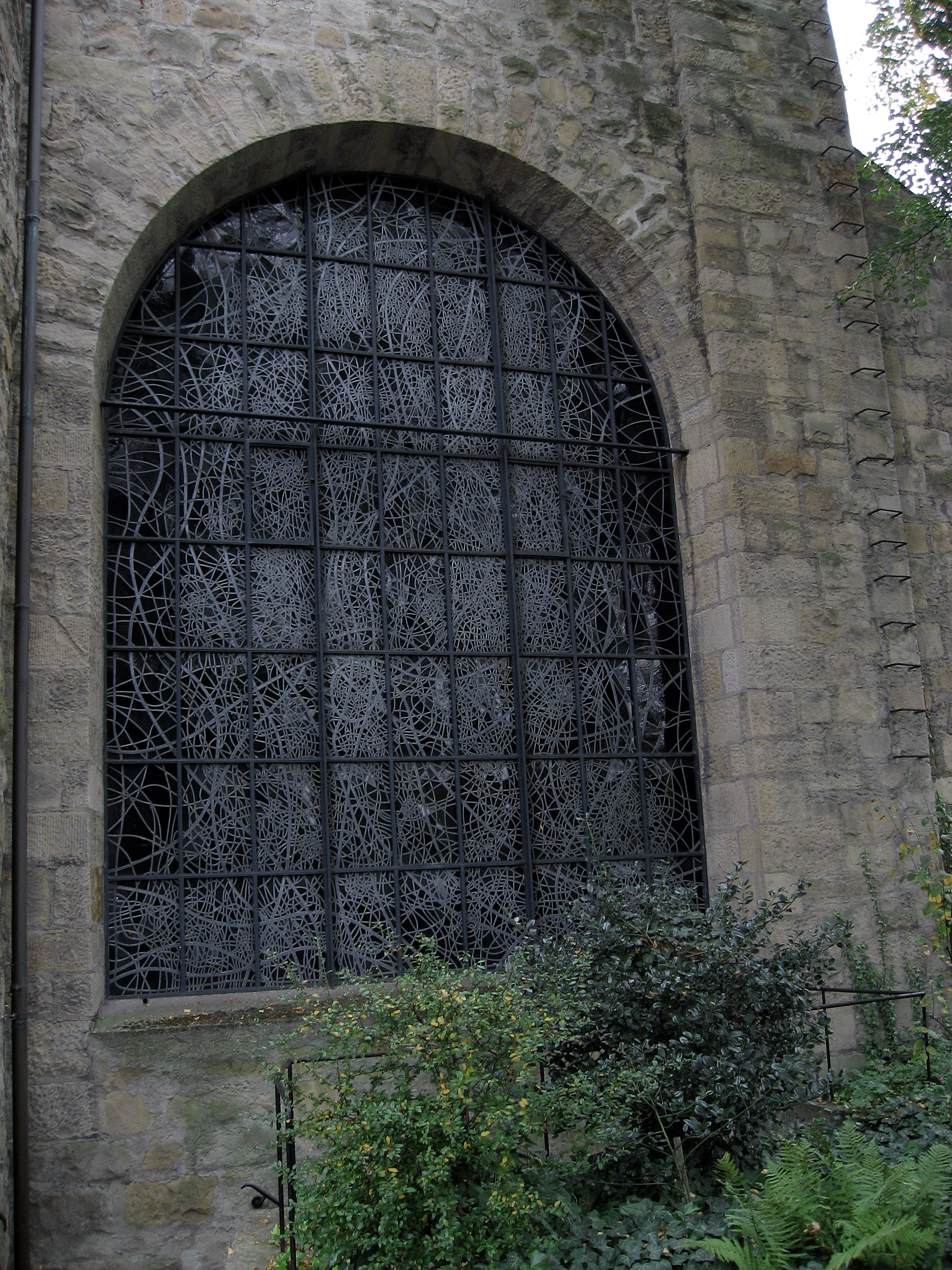
Dortmund, Bonifatius-Kirche, Fenster Der brennende Dornbusch, 1967, im nördlichen Seitenschiff

- 1957: Opakglas-Mosaikwand im Aldegrever-Gymnasium in Soest.
- 1957: Mosaik-Relief an der Schwanenapotheke in Soest.

Das Relief verbildlicht die Tätigkeit des Apothekers. Die Waage ist Symbol für die Genauigkeit, mit der ein Apotheker arbeitet, Sonne und Mond symbolisieren die Dienstbereitschaft eines Apothekers rund um die Uhr, senkrecht stehende Knochen symbolisieren, dass Leben und Tod oft nah beieinander stehen, die roten Kacheln symbolisieren das Blut des Lebens.
- 1957: Kleine Opakglas-Mosaikwand am Geschäftshaus Haverland in Soest.
- 1958: Große Opakglas-Mosaikwand in der Schwimmhalle in Soest (zerstört beim Abriss der Schwimmhalle).
- 1960: Tauffenster in St. Patroklus in Soest.
- 1962: Schöpfungsfenster in St. Patroklus in Soest.
- 1964: Dickglas-Beton-Fensterband in der Johanneskirche in Soest.
- 1965: Dickglas-Beton-Fensterbänder um beide Giebel in der Erlöserkirche Arnsberg.
- 1964: Fenster im Kreisgesundheitsamt Soest.
- 1966/1967: Bleiglasfenster Der brennende Dornbusch in St. Bonifatius in Dortmund.
- 1970: Glasmosaik im Abgeordnetenhochhaus Langer Eugen in Bonn.[5]
- 1974/75: Opakglas-Mosaikwand in der Deutschen Botschaft in Teheran.
- 1974/75: Bleiglasfenster, Dickinson-Window, Washington National Cathedral.
- 1976/77: Bleiglasfenster in der Hauptkrypta von St. Patroklus in Soest.
- 1978/79: Bleiglasfenster, Covenant-Frohman Bay, Washington National Cathedral.

## Auszeichnungen
- 1957: Förderpreis zum Wilhelm-Morgner-Preis
- 1959: Wilhelm-Morgner-Preis
- 1976: Konrad-von-Soest-Preis des Landschaftsverbandes Westfalen-Lippe
- 1980: Ehrenring der Stadt Soest

## Ausstellungen (Auswahl)
- 1949: Städtische Kunstgalerie, Bochum.
- 1959: Städtisches Gustav-Lübcke-Museum, Hamm.
- 1963: Hôtel de Ville, Troyes (Frankreich).
- 1963: Koornmarktspoort, Kampen (Niederlande).
- 1966: Hans Kaiser, Märkisches Museum, Witten, 9. bis 30. Januar 1966.
- 1978/1979: Hans Kaiser. Geschriebene Impressionen, Städtische Galerie im Schlosspark Strünkede, Herne, 15. Dezember 1978 bis 14. Januar 1979.
- 1979/1980: Hans Kaiser. Bilder von 1938 bis 1979, Wilhelm-Morgner-Haus, Soest, 9. Dezember 1979 bis 20. Januar 1980.
- 1981/1982: Hans Kaiser. Das Malerische Werk. Retrospektive, Märkisches Museum, Witten, 13. Dezember 1981 bis 31. Januar 1982.
- 1985: Hans Kaiser. Farbe – Zeichen – Raum, Pavillon BWA, Krakau, Oktober 1985.
- 1998: Hans Kaiser. In den Raum geschrieben. Bilder 1952-1968. Arbeiten auf Papier, Gustav-Lübcke-Museum, Hamm, 8. Februar bis 29. März 1998; Stadtmuseum Beckum, 8. Februar bis 29. März 1998.
- 2003/2004: Hans Kaiser. Porträts und Monochrome Räume, Westfälisches Landesmuseum für Kunst und Kulturgeschichte, Münster, 18. Oktober 2003 bis 11. Januar 2004.
- 2008: Hans Kaiser – Verwandeltes Licht, Wilhelm-Morgner-Haus, Soest, 26. April bis 8. Juni 2008.
- 2014: Hans Kaiser – Imaginäre Räume, Museum Bochum – Kunstsammlung, Bochum, 16. Februar bis 27. April 2014.[6]

## Öffentliche Sammlungen (Auswahl)
- Emschertal-Museum, Herne
- Gustav-Lübcke-Museum, Hamm
- Kunsthalle Recklinghausen
- Kunsthalle Schweinfurt
- Kunsthaus NRW Kornelimünster, Aachen
- Kunstmuseum Bochum
- LWL-Museum für Kunst und Kultur, Münster
- Märkisches Museum Witten
- Museum Pfalzgalerie Kaiserslautern
- Museum Reinhard Ernst, Wiesbaden
- Museum Wilhelm Morgner, Soest
- Nationalmuseum, Krakau (Polen)

## Filmografie
- Kurt Schaumann: Inspiration – Der Maler Hans Kaiser und sein Werk. Kurzfilm, 1959.
- Ulrich Frey: Hans Kaiser. In: Deutsche und Französische Maler in der Gegenwart. Fernsehreihe, 1968.
- Walter Klemann: Verwandeltes Licht. Hans Kaiser und seine Glasfenster. Fernsehfilm, 1970.
- Hans Vetter: Ein Maler aus Soest: Hans Kaiser wird porträtiert. WDR, 1973.